# Římskokatolická farnost Svatoslav
Římskokatolická farnost Svatoslav je územní společenství římských katolíků v obci Svatoslav s farním kostelem Nanebevzetí Panny Marie.

## Území farnosti
- Svatoslav s kostelem Nanebevzetí Panny Marie
- Pánov
- Radoškov

## Historie farnosti
Fara existovala ve Svatoslavi již před rokem 1240. Podle první zmínky z tohoto roku již byla Svatoslav významnou farní obcí patřící pod tišnovský cisterciácký klášter, se kterým byla pod ochranným právem zeměpanského hradu Veveří. První přímá zmínka o kostele je ale až z roku 1501. V letech 1649 až 1756 byla farnost spojena s farností ve Veverských Knínicích.
Jádro chrámu pochází ze 13. století, portál do sakristie z konce 14. století, hlavní portál je pozdně gotický z doby kolem roku 1500. Kostel byl později upraven barokně, včetně nové klenby z druhé poloviny 18. století. Jedná se o jednolodní stavbu s ploše uzavřeným kněžištěm, nad kterým stojí hranolová věž.

## Duchovní správci
Administrátorem excurrendo byl od 1. června 2001 P. Mgr. Maria Dominik Eremiáš, OSB, farář z Domašova. Toho od 23. srpna 2017 vystřídal diecézní kněz R. D. Jiří Hének. K 1. srpnu 2020 byl ustanoven administrátorem R. D. excurrendo Mgr. Pavel Kafka.

## Bohoslužby
| Kostel                  | Místo     | Bohoslužba (den) | Hodina | Poznámka     |
| ----------------------- | --------- | ---------------- | ------ | ------------ |
| Nanebevzetí Panny Marie | Svatoslav | neděle           | 11.00  | Farní kostel |

## Aktivity ve farnosti
Den vzájemných modliteb farností za bohoslovce a bohoslovců za farnosti brněnské diecéze i Adorační den připadá na 15. října.
Na území farnosti se koná Tříkrálová sbírka. Při sbírce v roce 2016 se vybralo ve Svatoslavi 11 267 korun a v Radoškově 1 387 korun. O rok později činil výtěžek sbírky ve Svatoslavi 11 554 korun, v Radoškově 2 121 korun.